# Ranunculus apenninus
Ranunculus apenninus är en ranunkelväxtart som först beskrevs av Emilio Chiovenda, och fick sitt nu gällande namn av Sandro Alessandro Pignatti. Ranunculus apenninus ingår i släktet ranunkler, och familjen ranunkelväxter. Inga underarter finns listade i Catalogue of Life.